# Ghezzi & Brian
Ghezzi & Brian is een Italiaans bedrijfje van Giuseppe Ghezzi en Bruni (Brian) Saturno dat motorfietsen produceert die gebaseerd zijn op motorblokken van Moto Guzzi.

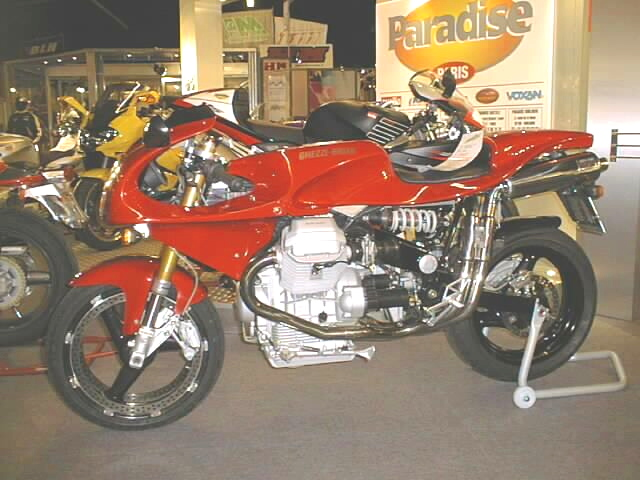
Ghezzi & Brian Super Twin 1100, gebaseerd op de Moto Guzzi Sport 1100

Eind 1999 presenteerde dit merk de Supertwin 1100, een special op basis van een Moto Guzzi 1100 Sport. Later volgden er nog veel meer specials op Moto Guzzi-basis. In 2003 trad Ghezzi in dienst van Moto Guzzi om de Moto Guzzi MGS-01 Corsa te ontwikkelen en werd ene Larusmiani aangetrokken als vervanger. De naam veranderde toen in Ghezzi-Brian.